# بولين ديفيس تومبسون
بولين إيلين ديفيس تومبسون (بالإنجليزية: Pauline Elaine Davis-Thompson) هي عداءة مسافات قصيرة باهاماسية سابقة من أصل جمايكي ولدت في يوم 9 يوليو 1966، إختصت في سباقات ال100 و200 و400 متر، أبرز إنجازاتها هو تحقيقها للميدالية الذهبية في دورة الألعاب الأولمبية الصيفية 2000 في سيدني في سباق 200 متر كما فازت مع الفريق البهاماسي في سباق 4×100 متر تتابع، ويذكر أنها توجت بالميدالية الفضية أثناء الدورة الأولمبية، إلا أنه أعطيت لها بعد سحب الميدالية الذهبية من العداءة الأمريكية ماريون جونس بعد كشف تناولها للمنشطات، في دورة الألعاب الأولمبية الصيفية 1996 في أتالانتا توجت بولين بالميدالية الفضية مع الفريق البهاماسي في سباق 4×100 متر، كما فازت مع الفريق بالميدالية الذهبية في بطولة العالم لألعاب القوى 1999 في إشبيلية، وفازت بالميدالية الفضية في سباق 400 متر في بطولة العالم لألعاب القوى 1995 في غوتنبيرغ في السويد. أفضل رقم سجلته في سباق 200 متر هو 22.27 ثانية في دورة الألعاب الأولمبية سنة 2000 في سيدني، أما أفضل رقم في سباق 400 متر هو 49.28 ثانية سجلته في دورة الألعاب الأولمبية 1996 في أتالانتا. تزوجت بولين من العداء الجمايكي مارك تومبسون وحملت إسمه فيما بعد. وفي سنة 2007 تم إنتخابها كعضو في مجلس الاتحاد الدولي لألعاب القوى.

## روابط خارجية
- بولين ديفيس تومبسون على موقع الاتحاد الدولي لألعاب القوى (الإنجليزية)
- بولين ديفيس تومبسون على موقع اللجنة الأولمبية الدولية (الإنجليزية)
- بولين ديفيس تومبسون على موقع أوليمبيديا (الإنجليزية)